# Kiberbius remex
Kiberbius remex är en mångfotingart som först beskrevs av Chamberlin 1903.  Kiberbius remex ingår i släktet Kiberbius och familjen stenkrypare. Inga underarter finns listade i Catalogue of Life.